# St. Bernhard (Berlin-Dahlem)

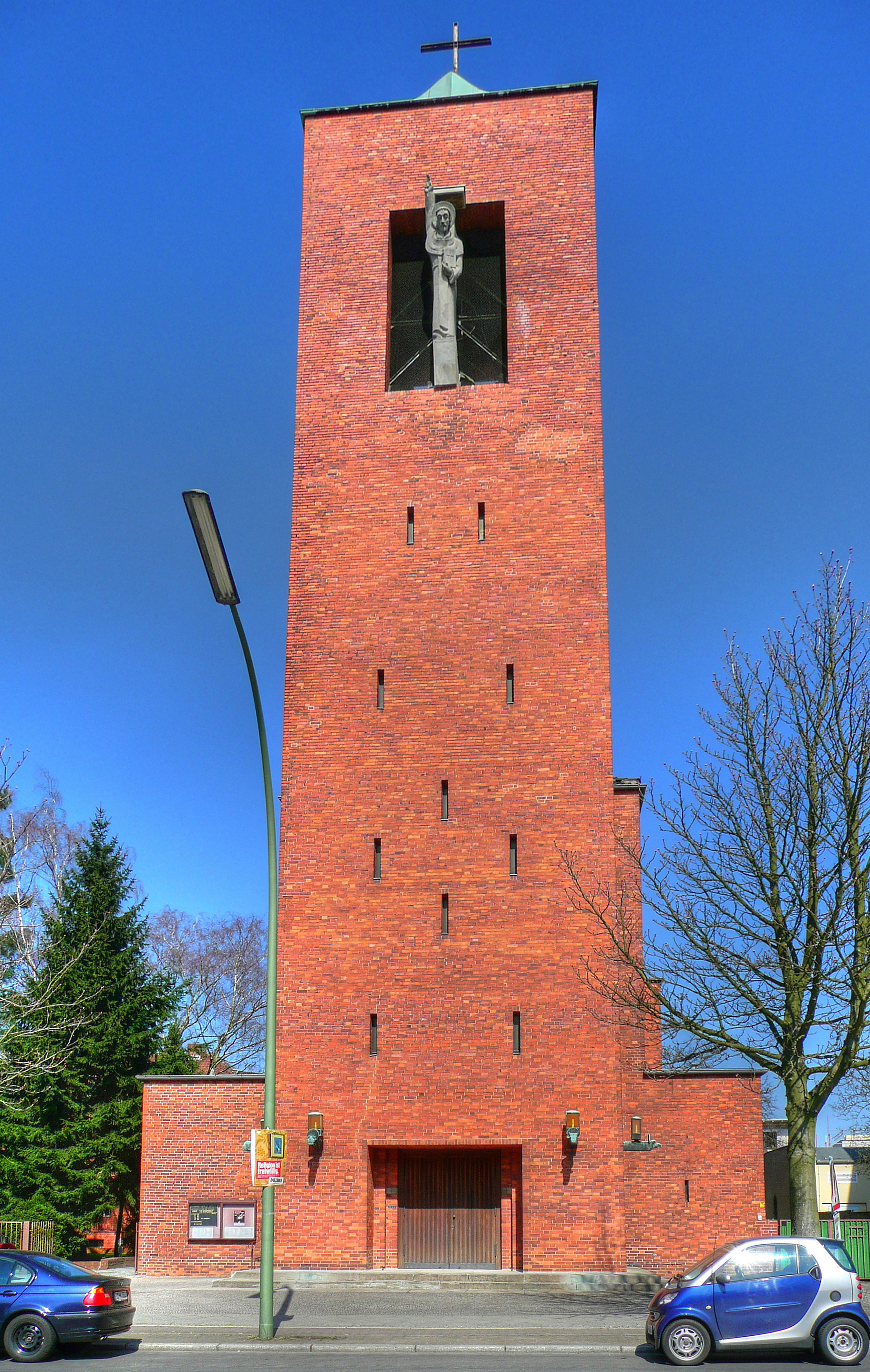
St. Bernhard, Turm und Portal

St. Bernhard ist eine römisch-katholische Kirche im Berliner Ortsteil Dahlem. Sie wurde von 1932 bis 1934 nach Plänen von Wilhelm Fahlbusch im Stil der Neuen Sachlichkeit erbaut und steht unter Denkmalschutz. St. Bernhard ist eine Verlässlich geöffnete Kirche.

## Lage
Das Gotteshaus steht in der Königin-Luise-Straße 33 im Bezirk Steglitz-Zehlendorf. Das Backsteingebäude ist genordet, der Kirchturm befindet sich mit seinem Portal direkt an der Straße.

## Geschichte
Das Kirchengebäude wurde im Zweiten Weltkrieg stark beschädigt. Erst im Jahr 1952 konnte sie wieder hergestellt werden.
St. Bernhard ist seit 2010 Filialkirche der Rosenkranz-Basilika mit der Gemeinde Maria Rosenkranzkönigin, aus deren Gebiet die Pfarrei einst ausgegliedert wurde.

## Architektur

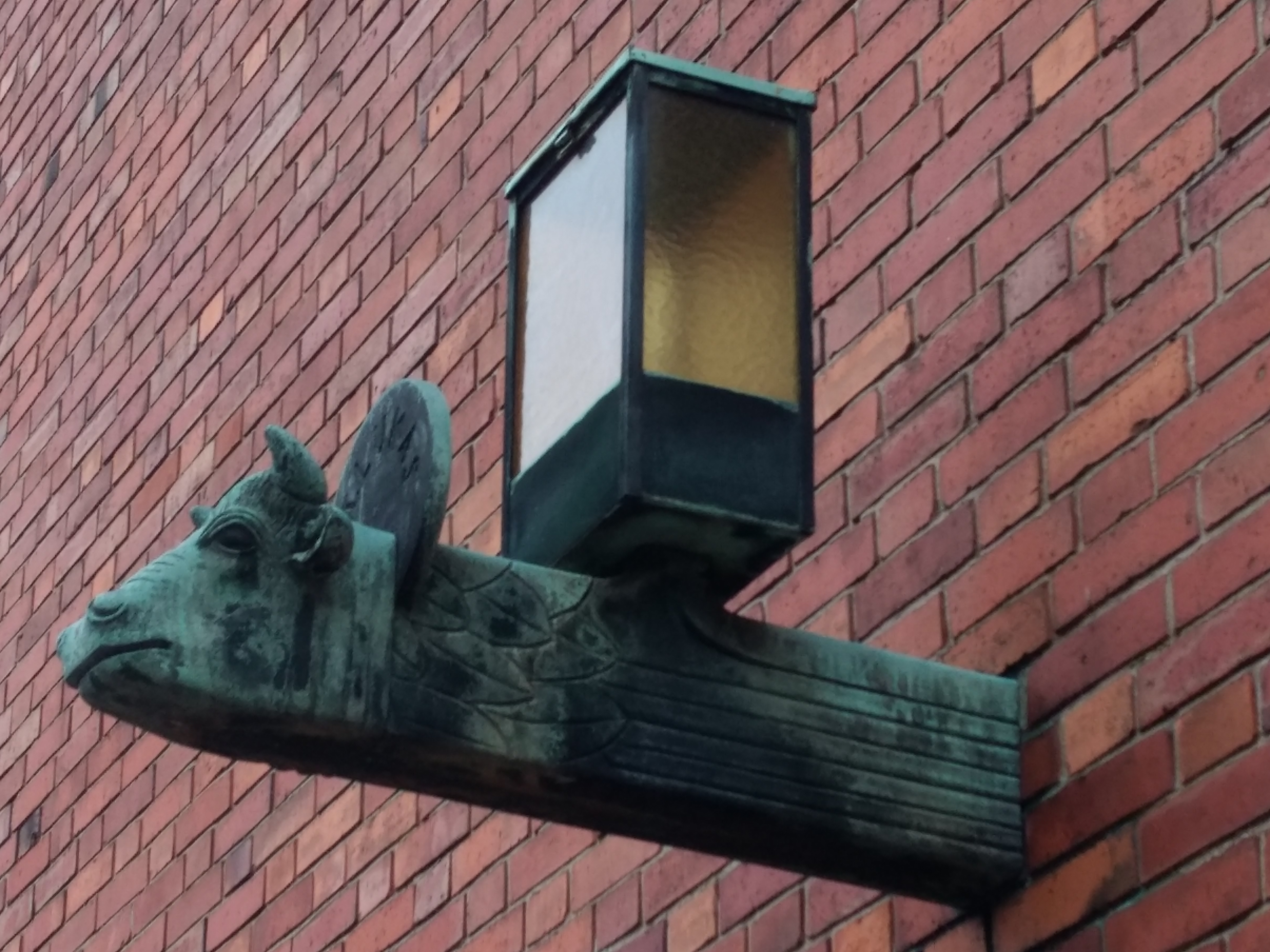
Evangelist Lukas über dem Portal

Der Backsteinbau ist durch quadratische Formen geprägt und im Stil einer Basilika nachgestaltet. Der hochragende Portalturm enthält oben in einer offenen rechteckigen Aussparung eine von Otto Hitzberger aus weißem Kunststein geschaffene überlebensgroße Statue des Kirchenpatrons Bernhard von Clairvaux. Über dem Portal und den Eingängen befinden sich vier ausdrucksstarke Evangelisten.

## Ausstattung

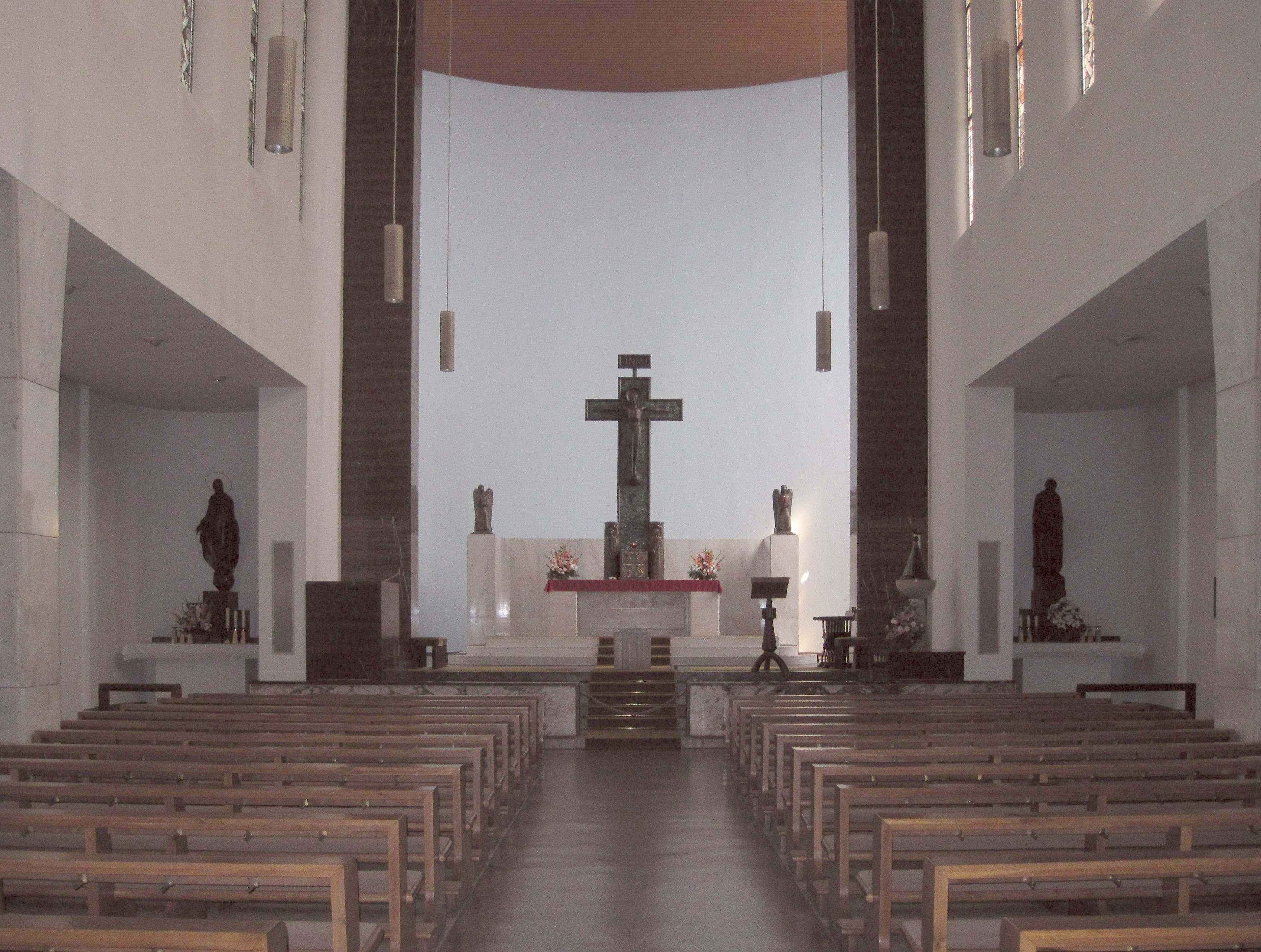
Inneres

Hinter dem Turm öffnet sich der Kirchenraum als dreischiffiges Langhaus mit flachen Decken und einer indirekt beleuchteten Apsis.
Vor den weiß verputzten Wänden entfalten der Altar mit dem hohen Bronzekreuz (geschaffen von Jacob Hübel), Marmorrückwand und Engeln, die beiden Seitenaltäre mit den Statuen der Immaculata, des hl. Josef und des hl. Bernhard als wandernder Prediger eine starke Präsenz. Die leuchtkräftigen Bleiglasfenster im Langhaus stammen von Paul Corazolla. In der Totengedenkkapelle im westlichen Seitenschiff befindet sich ein farbiges Glasfenster von Felix Senger mit den Stationen des Kreuzweges. Die 14 Kreuzweg-Bronzereliefs wurden von Sebastian Putz, dem Vater von Ernst Putz, geschaffen. Auf dem Relief der fünften Kreuzwegstation ist der Architekt in der Gestalt des Simon von Cyrene porträtiert.
Die Orgel mit drei Manualen, einem Pedal und 29 Registern entstand 1962 in der Werkstatt der Gebrüder Stockmann.

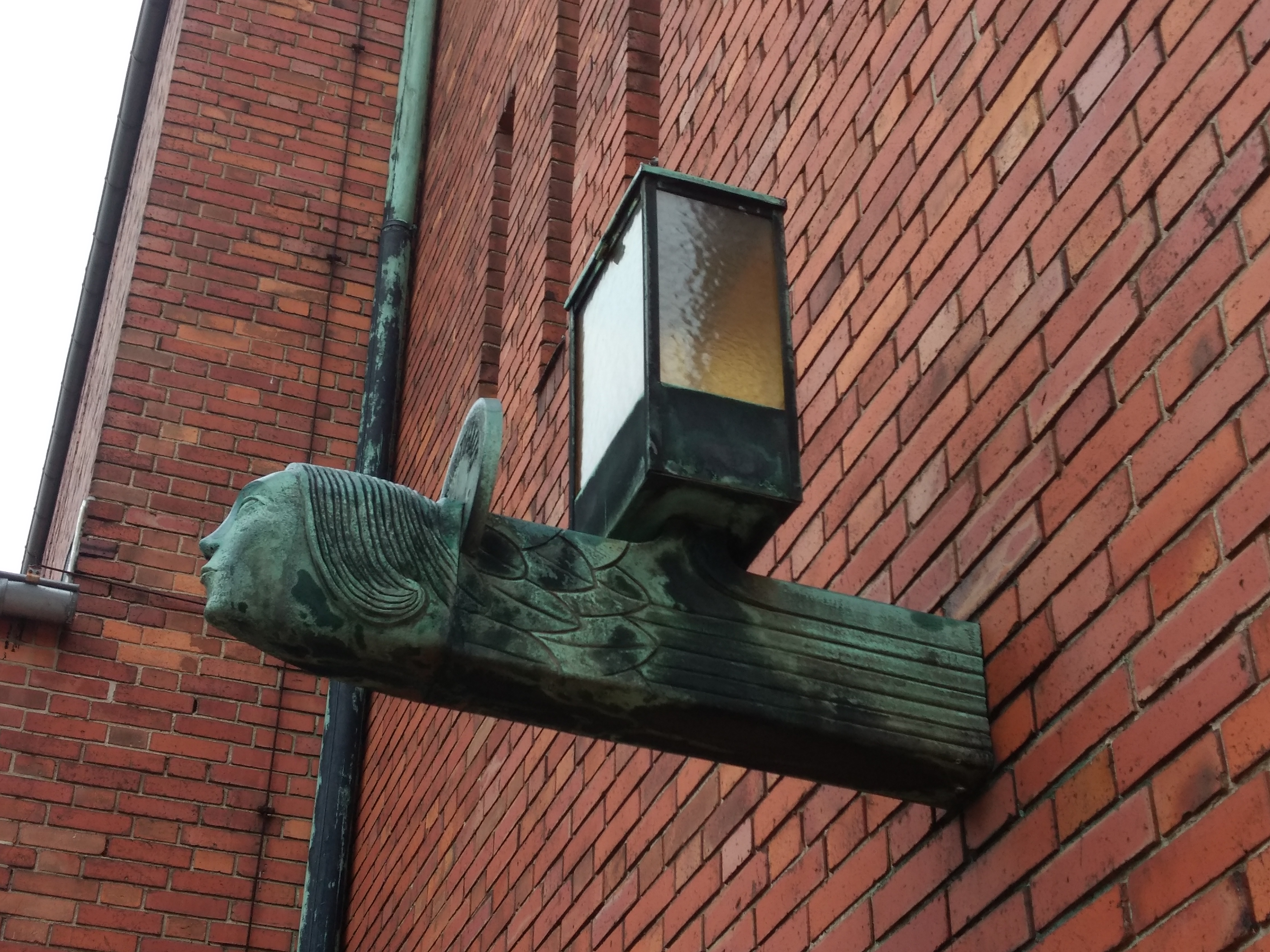
Evangelist Matthäus über dem Portal